# 曼達 (哥斯拉)
曼達（日文：マンダ，英文為Manda）是哥斯拉系列電影中出現的一隻怪獸。曼達的第一次出場是1963年的《海底軍艦》。

## 登場電影
1. 《海底軍艦》（1963年）
2. 《怪獸總進擊》（1968年）
3. 《哥斯拉 最後戰役》（2004年）

## 歷代曼達

### 初代曼達
- 全長:150m
- 體重:3萬噸
- 登場電影:《海底軍艦》

### 二代目曼達
- 全長:150m
- 體重:3萬噸
- 登場電影:《怪獸總進擊》

### 三代目曼達
- 全長:300m
- 體重:6萬噸
- 登場電影:《哥斯拉 最後戰役》

故事開頭在海底與戈登上校率領的轟天號纏鬥，雖然造成轟天號重創，但被主角尾崎以急凍光束命中後消滅。沒有與哥吉拉交手。